# Marsac, Creuse
Marsac este o comună în departamentul Creuse din centrul Franței. În 2009 avea o populație de 693 de locuitori.

## Evoluția populației
| An        | 1975 | 1982 | 1990 | 1999 | 2006 | 2009 |
| --------- | ---- | ---- | ---- | ---- | ---- | ---- |
| Populație | 857  | 766  | 781  | 727  | 719  | 693  |